# Mistrzostwa Ameryki Południowej U-20 w Piłce Nożnej Kobiet 2024
Mistrzostwa Ameryki Południowej U-20 w Piłce Nożnej Kobiet 2024 – dziesiąty turniej Mistrzostw Ameryki Południowej U-20. Po raz drugi to wydarzenie rozgrywane było w Ekwadorze. Rozpoczęło się ono 11 kwietnia, a zakończyło 5 maja 2024 roku.
W turnieju mogły wystąpić jedynie zawodniczki, które nie ukończyły 20 roku życia. Turniej stanowiły jednocześnie kwalifikacje do Mistrzostw Świata U-20 w Kolumbii.

## Zakwalifikowane zespoły
W turnieju zagra 10 drużyn, będących członkami CONMEBOL.
| Reprezentacja  | Ostatni występ | Najlepszy wynik                                                    | Wynik        |
| -------------- | -------------- | ------------------------------------------------------------------ | ------------ |
| Argentyna U-20 | 2022           | II miejsce (2006, 2008, 2012)                                      | IV miejsce   |
| Boliwia U-20   | 2022           | IV miejsce (2004, 2014)                                            | Faza grupowa |
| Brazylia U-20  | 2022           | Mistrzostwo (2004, 2006, 2008, 2010, 2012, 2014, 2015, 2018, 2022) | I miejsce    |
| Chile U-20     | 2022           | IV miejsce (2008, 2010)                                            | Faza grupowa |
| Kolumbia U-20  | 2022           | II miejsce (2010, 2022)                                            | III miejsce  |
| Ekwador U-20   | 2022           | III miejsce (2004)                                                 | Faza grupowa |
| Paragwaj U-20  | 2022           | II miejsce (2004, 2014, 2018)                                      | II miejsce   |
| Peru U-20      | 2022           | IV miejsce (2006)                                                  | VI miejsce   |
| Urugwaj U-20   | 2022           | III miejsce (2022)                                                 | Faza grupowa |
| Wenezuela U-20 | 2022           | II miejsce (2015)                                                  | V miejsce    |

## Miasta i stadiony
Jeden stadion jest gospodarzem turnieju.
| Guayaquil                              | Guayaquil |
| -------------------------------------- | --------- |
| Estadio Modelo Alberto Spencer Herrera | Guayaquil |
| Pojemność: 42 000                      | Guayaquil |
|                                        | Guayaquil |

## Faza grupowa
Na podstawie:
Legenda
|  | Awans do fazy pucharowej. |

Gdy dwie lub więcej drużyn zakończy fazę grupową z taką samą liczbą punktów, o kolejności w tabeli decyduje:
1. bilans bramkowy
2. liczba goli zdobytych w fazie grupowej;
3. punkty zdobyte w meczach pomiędzy danymi drużynami;
4. różnica bramek w meczach pomiędzy danymi drużynami;
5. zdobyte bramki w meczach pomiędzy danymi drużynami;
6. klasyfikacja fair play;
7. losowanie.

### Grupa A
| Lp. | Drużyna        | M | Mecze | Mecze | Mecze | Bramki | Bramki | Bramki | Pkt |
| Lp. | Drużyna        | M | W     | R     | P     | +      | −      | +/−    | Pkt |
| --- | -------------- | - | ----- | ----- | ----- | ------ | ------ | ------ | --- |
| 1.  | Paragwaj U-20  | 4 | 3     | 1     | 0     | 5      | 2      | +3     | 10  |
| 2.  | Peru U-20      | 4 | 2     | 1     | 1     | 6      | 4      | +2     | 7   |
| 3.  | Argentyna U-20 | 4 | 1     | 3     | 0     | 3      | 2      | +1     | 6   |
| 4.  | Ekwador U-20   | 4 | 1     | 1     | 2     | 3      | 5      | −2     | 4   |
| 5.  | Urugwaj U-20   | 4 | 0     | 0     | 4     | 3      | 7      | −4     | 0   |

| 11 kwietnia 2024 23:00 CET | Peru U-20 · Gherson 42' | 1:1(1:0)Raport | Argentyna U-20 · 55' Acuña | Estadio Modelo Alberto Spencer Herrera, Guayaquil Sędzia: Jenny Arias Parga |
|                            |                         |                |                            |                                                                             |

| 12 kwietnia 2024 01:30 CET | Ekwador U-20 | 0:1(0:0)Raport | Paragwaj U-20 · 74' Varela | Estadio Modelo Alberto Spencer Herrera, Guayaquil Sędzia: Deborah Cecilia Cruz Correia |
|                            |              |                |                            |                                                                                        |

| 13 kwietnia 2024 23:00 CET | Paragwaj U-20 · Acosta 78' (k), 87' | 2:1(0:1)Raport | Urugwaj U-20 · 19' Félix | Estadio Modelo Alberto Spencer Herrera, Guayaquil Sędzia: Dione Rissios |
|                            |                                     |                |                          |                                                                         |

| 14 kwietnia 2024 01:30 CET | Peru U-20 · Ruíz 27' · Espinoza 82' | 2:0(1:0)Raport | Ekwador U-20 | Estadio Modelo Alberto Spencer Herrera, Guayaquil Sędzia: Alejandra Quisbert |
|                            |                                     |                |              |                                                                              |

| 15 kwietnia 2024 23:00 CET | Paragwaj U-20 · Varela 9' · Tamay 76' | 2:1(1:0)Raport | Peru U-20 · 52' Porras | Estadio Modelo Alberto Spencer Herrera, Guayaquil Sędzia: Stefani Escobar |
|                            |                                       |                |                        |                                                                           |

| 16 kwietnia 2024 01:30 CET | Urugwaj U-20 | 0:1(0:1)Raport | Argentyna U-20 · 16' Núñez | Estadio Modelo Alberto Spencer Herrera, Guayaquil Sędzia: Deborah Cecilia Cruz Correia |
|                            |              |                |                            |                                                                                        |

| 17 kwietnia 2024 23:00 CET | Urugwaj U-20 · Cola 90+1' | 1:2(0:0)Raport | Peru U-20 · 46' Gherson · 84' Ruíz | Estadio Modelo Alberto Spencer Herrera, Guayaquil Sędzia: Alejandra Quisbert |
|                            |                           |                |                                    |                                                                              |

| 18 kwietnia 2024 01:30 CET | Argentyna U-20 · Romero 19' | 1:1(1:0)Raport | Ekwador U-20 · 62' Macias | Estadio Modelo Alberto Spencer Herrera, Guayaquil Sędzia: Jenny Arias Parga |
|                            |                             |                |                           |                                                                             |

| 19 kwietnia 2024 23:00 CET | Argentyna U-20 | 0:0(0:0)Raport | Paragwaj U-20 | Estadio Modelo Alberto Spencer Herrera, Guayaquil Sędzia: Dione Rissios |
|                            |                |                |               |                                                                         |

| 20 kwietnia 2024 01:30 CET | Ekwador U-20 · Rodríguez 10', 70' (k) | 2:1(1:0)Raport | Urugwaj U-20 · 60' Pereira | Estadio Modelo Alberto Spencer Herrera, Guayaquil Sędzia: Stefani Escobar |
|                            |                                       |                |                            |                                                                           |

### Grupa B
| Lp. | Drużyna        | M | Mecze | Mecze | Mecze | Bramki | Bramki | Bramki | Pkt |
| Lp. | Drużyna        | M | W     | R     | P     | +      | −      | +/−    | Pkt |
| --- | -------------- | - | ----- | ----- | ----- | ------ | ------ | ------ | --- |
| 1.  | Kolumbia U-20  | 4 | 4     | 0     | 0     | 11     | 2      | +9     | 12  |
| 2.  | Brazylia U-20  | 4 | 3     | 0     | 1     | 10     | 4      | +6     | 9   |
| 3.  | Wenezuela U-20 | 4 | 2     | 0     | 2     | 9      | 6      | +3     | 6   |
| 4.  | Chile U-20     | 4 | 1     | 0     | 3     | 2      | 8      | −6     | 3   |
| 5.  | Boliwia U-20   | 4 | 0     | 0     | 4     | 0      | 12     | −12    | 0   |

| 12 kwietnia 2024 23:00 CET | Boliwia U-20 | 0:6(0:4)Raport | Wenezuela U-20 · 4', 13', 37' Barreto · 42' Jiménez · 53' Apóstol · 78' Graterol | Estadio Modelo Alberto Spencer Herrera, Guayaquil Sędzia: Roberta Echeverría |
|                            |              |                |                                                                                  |                                                                              |

| 13 kwietnia 2024 01:30 CET | Brazylia U-20 · Vendito 30' · Cordeiro 53' · Flávia 68' · Vale 80' · Chaves 87' | 5:1(1:1)Raport | Chile U-20 · 45+3' Carter | Estadio Modelo Alberto Spencer Herrera, Guayaquil Sędzia: Nadia Fuques |
|                            |                                                                                 |                |                           |                                                                        |

| 14 kwietnia 2024 23:00 CET | Chile U-20 | 0:2(0:2)Raport | Kolumbia U-20 · 17', 20' Rodríguez | Estadio Modelo Alberto Spencer Herrera, Guayaquil Sędzia: Gabriela Arce |
|                            |            |                |                                    |                                                                         |

| 15 kwietnia 2024 01:30 CET | Boliwia U-20 | 0:2(0:2)Raport | Brazylia U-20 · 10' Vale · 16' Carol | Estadio Modelo Alberto Spencer Herrera, Guayaquil Sędzia: Olatz Rivera Olmedo |
|                            |              |                |                                      |                                                                               |

| 16 kwietnia 2024 23:00 CET | Chile U-20 · Álvarez 63' | 1:0(0:0)Raport | Boliwia U-20 | Estadio Modelo Alberto Spencer Herrera, Guayaquil Sędzia: Elizabeth Tintaya |
|                            |                          |                |              |                                                                             |

| 17 kwietnia 2024 01:30 CET | Kolumbia U-20 · Blanco 2' (sam.) · López 9' · Garavito 45+2' · Perlaza 61' | 4:1(3:1)Raport | Wenezuela U-20 · 19' Barreto | Estadio Modelo Alberto Spencer Herrera, Guayaquil Sędzia: Marcelly Zambrano |
|                            |                                                                            |                |                              |                                                                             |

| 18 kwietnia 2024 23:00 CET | Kolumbia U-20 · Viancha 35' · Rodríguez 40', 61' | 3:0(2:0)Raport | Boliwia U-20 | Estadio Modelo Alberto Spencer Herrera, Guayaquil Sędzia: Olatz Rivera Olmedo |
|                            |                                                  |                |              |                                                                               |

| 19 kwietnia 2024 01:30 CET | Wenezuela U-20 · Graterol 57' | 1:2(0:2)Raport | Brazylia U-20 · 34' Vendito · 45+2' (k) Flávia | Estadio Modelo Alberto Spencer Herrera, Guayaquil Sędzia: Roberta Echeverría |
|                            |                               |                |                                                |                                                                              |

| 20 kwietnia 2024 23:00 CET | Wenezuela U-20 · Barreto 80' | 1:0(0:0)Raport | Chile U-20 | Estadio Modelo Alberto Spencer Herrera, Guayaquil Sędzia: Nadia Fuques |
|                            |                              |                |            |                                                                        |

| 21 kwietnia 2024 01:30 CET | Brazylia U-20 · Santos 85' | 1:2(0:0)Raport | Kolumbia U-20 · 69' Ortegón · 74' Rodríguez | Estadio Modelo Alberto Spencer Herrera, Guayaquil Sędzia: Marcelly Zambrano |
|                            |                            |                |                                             |                                                                             |

## Druga faza grupowa
W drugiej fazie grupowej uczestniczyło 6 zespołów, które awansowały z fazy grupowej. W jednej grupie drużyny te zagrają między sobą w systemie kołowym. Zwyciężczynie grupy otrzymują tytuł Mistrzyń Ameryki Południowej U-20. Cztery najlepsze zespoły awansują do Mistrzostw Świata U-17 2024 w Kolumbii (jeśli Kolumbia zajmie miejsce zapewniające awans, awans otrzymuje również drużyna z 5. miejsca).
| Lp. | Drużyna        | M | Mecze | Mecze | Mecze | Bramki | Bramki | Bramki | Pkt |
| Lp. | Drużyna        | M | W     | R     | P     | +      | −      | +/−    | Pkt |
| --- | -------------- | - | ----- | ----- | ----- | ------ | ------ | ------ | --- |
| 1.  | Brazylia U-20  | 5 | 5     | 0     | 0     | 10     | 0      | +10    | 15  |
| 2.  | Paragwaj U-20  | 5 | 2     | 2     | 1     | 7      | 6      | +1     | 8   |
| 3.  | Kolumbia U-20  | 5 | 2     | 2     | 1     | 6      | 5      | +1     | 8   |
| 4.  | Argentyna U-20 | 5 | 1     | 2     | 2     | 8      | 7      | +1     | 5   |
| 5.  | Wenezuela U-20 | 5 | 1     | 1     | 3     | 10     | 10     | 0      | 4   |
| 6.  | Peru U-20      | 5 | 0     | 1     | 4     | 3      | 16     | −13    | 1   |

| 23 kwietnia 2024 23:00 CET | Argentyna U-20 | 0:2(0:2)Raport | Brazylia U-20 · 4' Fernandes · 45+3' Ferreira | Estadio Modelo Alberto Spencer Herrera, Guayaquil Sędzia: Jenny Arias Parga |
|                            |                |                |                                               |                                                                             |

| 24 kwietnia 2024 02:15 CET | Paragwaj U-20 · de León 61' · Acosta 81' | 2:0(0:0)Raport | Wenezuela U-20 | Estadio Modelo Alberto Spencer Herrera, Guayaquil Sędzia: Rivera Olmedo |
|                            |                                          |                |                |                                                                         |

| 24 kwietnia 2024 04:45 CET | Kolumbia U-20 · Álvarez 82' (k) | 1:0(0:0)Raport | Peru U-20 | Estadio Modelo Alberto Spencer Herrera, Guayaquil Sędzia: Alejandra Quisbert |
|                            |                                 |                |           |                                                                              |

| 26 kwietnia 2024 23:00 CET | Kolumbia U-20 · Álvarez 3' · González 40' · Rodríguez 90+4' | 3:2(2:0)Raport | Wenezuela U-20 · 51' Jiménez · 82' Apóstol | Estadio Modelo Alberto Spencer Herrera, Guayaquil Sędzia: Marcelly Zambrano |
|                            |                                                             |                |                                            |                                                                             |

| 27 kwietnia 2024 01:30 CET | Paragwaj U-20 | 0:3(0:3)Raport | Brazylia U-20 · 17' Amaral · 21' Cordeiro · 45+1' Guimarães | Estadio Modelo Alberto Spencer Herrera, Guayaquil Sędzia: Dione Rissios |
|                            |               |                |                                                             |                                                                         |

| 27 kwietnia 2024 04:00 CET | Peru U-20 | 0:5(0:2)Raport | Argentyna U-20 · 27' Núñez · 40' Calvo · 72' Nigito · 77' Altgelt · 90+3' Giménez | Estadio Modelo Alberto Spencer Herrera, Guayaquil Sędzia: Deborah Cecilia Cruz Correia |
|                            |           |                |                                                                                   |                                                                                        |

| 29 kwietnia 2024 CET | Peru U-20 · León 30' | 1:6(1:1)Raport | Wenezuela U-20 · 22', 90+5' Apóstol · 48', 71' Barreto · 60', 78' Jiménez | Estadio Modelo Alberto Spencer Herrera, Guayaquil Sędzia: Dione Rissios |
|                      |                      |                |                                                                           |                                                                         |

| 30 kwietnia 2024 01:30 CET | Brazylia U-20 · Costa 35' | 1:0(1:0)Raport | Kolumbia U-20 | Estadio Modelo Alberto Spencer Herrera, Guayaquil Sędzia: Olatz Rivera Olmedo |
|                            |                           |                |               |                                                                               |

| 30 kwietnia 2024 04:00 CET | Argentyna U-20 | 0:2(0:1)Raport | Paragwaj U-20 · 32', 90+3' Acosta | Estadio Modelo Alberto Spencer Herrera, Guayaquil Sędzia: Marcelly Zambrano |
|                            |                |                |                                   |                                                                             |

| 2 maja 2024 23:00 CET | Peru U-20 · León 21' · Díaz 31' | 2:2(2:1)Raport | Paragwaj U-20 · 14' Acosta · 76' Fernández | Estadio Modelo Alberto Spencer Herrera, Guayaquil Sędzia: Olatz Rivera Olmedo |
|                       |                                 |                |                                            |                                                                               |

| 3 maja 2024 01:30 CET | Kolumbia U-20 · Rodríguez 26' | 1:1(1:0)Raport | Argentyna U-20 · 62' Acuña | Estadio Modelo Alberto Spencer Herrera, Guayaquil Sędzia: Alejandra Quisbert |
|                       |                               |                |                            |                                                                              |

| 3 maja 2024 04:00 CET | Wenezuela U-20 | 0:2(0:0)Raport | Brazylia U-20 · 52' Ferreira · 90' Carol | Estadio Modelo Alberto Spencer Herrera, Guayaquil Sędzia: Marcelly Zambrano |
|                       |                |                |                                          |                                                                             |

| 5 maja 2024 23:00 CET | Paragwaj U-20 · Acosta 81' | 1:1(0:0)Raport | Kolumbia U-20 · 90+2' Perlaza | Estadio Modelo Alberto Spencer Herrera, Guayaquil Sędzia: Marcelly Zambrano |
|                       |                            |                |                               |                                                                             |

| 6 maja 2024 01:30 CET | Wenezuela U-20 · Graterol 5' · Jiménez 59' | 2:2(1:1)Raport | Argentyna U-20 · 41' Domínguez · 57' Núñez | Estadio Modelo Alberto Spencer Herrera, Guayaquil Sędzia: Dione Rissios |
|                       |                                            |                |                                            |                                                                         |

| 5 maja 2024 04:00 CET | Brazylia U-20 · Gutierrez 18' (sam.) · Amaral 28' | 2:0(2:0)Raport | Peru U-20 | Estadio Modelo Alberto Spencer Herrera, Guayaquil Sędzia: Alejandra Quisbert |
|                       |                                                   |                |           |                                                                              |

## Strzelczynie

### 7 goli
- Mariana Barreto

### 6 goli
- Gabriela Rodríguez

### 5 goli
- Marianyela Jiménez

### 4 gole
- Fátima Acosta
- Maria Acosta
- Floriangel Apóstol
- Francelis Graterol

### 3 gole
- Kishi Núñez

### 2 gole
- Verónica Acuña
- Vitória Amaral
- Carol
- Duda Cordeiro
- Ana Flávia
- Gisele Vale
- Natália Vendito
- Lía Rodríguez
- Mary Álvarez
- Agustina Varela
- Valerie Gherson
- Mía León
- Birka Ruíz

### 1 gol
- María Altgelt
- Morena Calvo
- Evelyn Domínguez
- Margarita Giménez
- Anela Nigito
- Julieta Romero
- Ana Chaves
- Rebeca Costa
- Giovanna Fernandes
- Ana Ferreira
- Milena Ferreira
- Ana Guimarães
- Pâmela Santos
- Sheyla Macias
- Ana González
- Juana Ortegón
- Stefanía Perlaza
- Naomi de León
- Fiorella Fernández
- María Tamay
- Ester Díaz
- Linda Espinoza
- Sashenka Porras
- Anna Cola
- Josefina Félix
- Valentina Pereira

### Gole samobójcze
- Taylor Gutierrez (dla  Brazylii)

## Klasyfikacja końcowa
| Miejsce                        | Reprezentacja  | Punkty | Bramki +/− | Bramki zdobyte |
| ------------------------------ | -------------- | ------ | ---------- | -------------- |
| Runda finałowa                 |                |        |            |                |
| złoto                          | Brazylia U-20  | 24     | +16        | 20             |
| srebro                         | Paragwaj U-20  | 18     | +4         | 12             |
| brąz                           | Kolumbia U-20  | 20     | +10        | 17             |
| 4.                             | Argentyna U-20 | 11     | +2         | 11             |
| 5.                             | Wenezuela U-20 | 10     | +3         | 19             |
| 6.                             | Peru U-20      | 8      | -11        | 9              |
| Wyeliminowane w fazie grupowej |                |        |            |                |
| 7.                             | Ekwador U-20   | 4      | -2         | 3              |
| 8.                             | Chile U-20     | 3      | -6         | 2              |
| 9.                             | Urugwaj U-20   | 0      | -4         | 3              |
| 10.                            | Boliwia U-20   | 0      | -12        | 0              |

## Drużyny zakwalifikowane do Mistrzostw Świata U-20
W turnieju Mistrzostw Świata U-20 2024 w Kolumbii wezmą udział:
| Drużyna        | Sposób kwalifikacji | Data kwalifikacji | Ostatni występ | Najlepszy wynik                 |
| -------------- | ------------------- | ----------------- | -------------- | ------------------------------- |
| Kolumbia U-20  | gospodarz           | 23 czerwca 2023   | 2022           | IV miejsce (2010)               |
| Brazylia U-20  | I miejsce           | 30 kwietnia 2024  | 2022           | III miejsce (2006, 2022)        |
| Paragwaj U-20  | II miejsce          | 2 maja 2024       | 2018           | Faza grupowa (2014, 2018)       |
| Argentyna U-20 | IV miejsce          | 3 maja 2024       | 2012           | Faza grupowa (2006, 2008, 2012) |
| Wenezuela U-20 | V miejsce           | 6 maja 2024       | 2016           | Faza grupowa (2016)             |